# Костышин, Степан Степанович
Степан Степанович Костышин (07.02.1932, Звиняч, Украина — 12.04.2022, Черновцы) — советский и украинский ученый, доктор биологических наук (1985), профессор (1986), ректор Черновицкого университета (1987—2001). Заслуженный деятель науки и техники УССР (1990).
Родился в селе Звиняч. Окончил Будановскую среднюю школу (1950), Черновицкий государственный университет (1955, с отличием).
С 1961 по 1964 г. аспирант кафедры физиологии растений Черновицкого государственного университета. В последующем работал там же.
В 1965 г. защитил кандидатскую диссертацию:
- Морфологические и физиолого-биохимические особенности гетерозисных гибридов кукурузы буковинский 1, 2, 3 и их родительских форм : диссертация … кандидата биологических наук : 03.00.00 / С. С. Костышин. — Черновцы, 1965. — 268 с. : ил.

В 1970—1978 гг. руководитель научно-исследовательской проблемной лаборатории по изучению природы гетерозиса растений. С 1978 по 2002 г. заведующий кафедрой биохимии.
В 1985 г. защитил докторскую диссертацию:
- Полифункциональность гетерозиса кукурузы : диссертация … доктора биологических наук : 03.00.12. — Черновцы, 1984. — 329 с. : ил.

В 1986 г. присвоено учёное звание профессора.
В 1972—1987 гг. — проректор по научной работе, с 1987 по 2001 г. — ректор Черновицкого государственного (с 2000 г. национального) университета.
С 2002 г. заведующий кафедрой экологии и биомониторинга, советник ректора университета.
Основное направление научной деятельности — молекулярно-биохимические основы гетерозиса растений. Опубликовал более 300 статей, 3 монографии, 6 учебных пособий. Получил 6 свидетельств на изобретения. Под его руководством защищено 19 кандидатских и 3 докторских диссертации.
Заслуженный деятель науки и техники Украины. Почётный доктор права Саскачеванского университета Канады, почётный доктор Сучавского университета «Стефан чел Маре» (Румыния), почетный гражданин г. Черновцы.
Награждён орденом «Знак Почёта», орденами «За заслуги» ІІІ и ІІ степеней, медалью Петра Могилы.
Сочинения:
- Молекулярно-біохімічні основи гетерозису рослин: монографія / Степан СтепановичКостишин, М. М. Марченко. — Львів: Світ, 1993. — 143 с.: іл. — Бібліогр.: с. 130—142.
- Поліфункціональність гетерозису рослин: монографія / Степан Степанович Костишин. —Чернівці: Рута, 2006. — 254 с.: іл. — Бібліогр.: с. 217—252.
- Біомоніторинг Чернівецької області: монографія / Степан Степанович Костишин,С. С. Руденко, Т. В. Морозова. МОН України. — Чернівці: Рута, 2008. — 237 с.: іл. —Бібліогр.: с. 204—229.
- Рекомендации к изучению курса «Молекулярная биология» (для студ. биол. ф-та всехформ обучения) / С. С. Костышин, М. М. Марченко. — Черновцы: ЧГУ, 1983. — 70 с.
- Прогнозирование гетерозиса кукурузы по морфофизиологическим признакам: метод.рекомендации / Чернов. с./х. опыт. станция Чернов. гос. ун-та; разраб. С. С. Костышин,А. Н. Черномыз. — Черновцы, 1985. — Т. 3. — 20 с.
- Нуклеїнові кислоти: біохімія, генетика, екологія. Чц., 1998;
- Загальна екологія. Практичний курс: Навч. посіб. у 2 ч. Чц., 2008